# Guido Bonatti

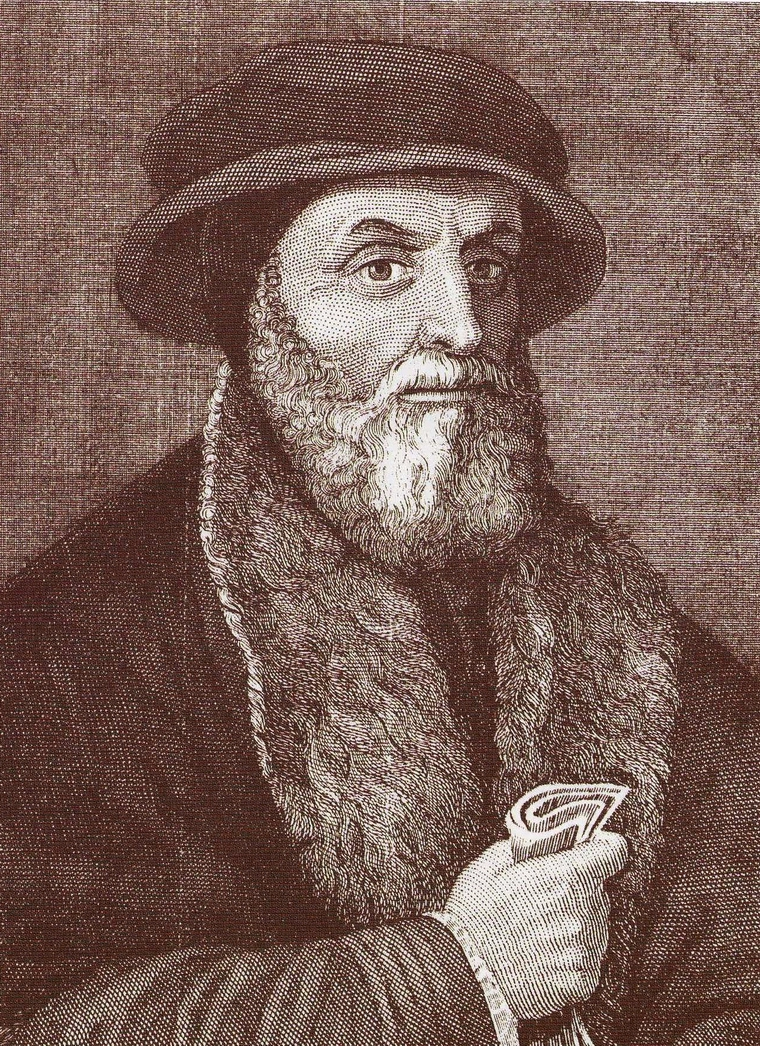
Guido Bonatti, 16e-eeuwse gravure

Guido Bonatti (overleden tussen 1296 en 1300) was een Italiaans astronoom en astroloog uit Forlì. In de dertiende eeuw was hij de meest gevierde astroloog van Europa.

## Biografie
De precieze data van zijn geboorte en dood zijn onbekend. In 1233 komt hij als winnaar tevoorschijn van een geschil in Bologna met de monnik Giovanni Schio uit Vicenza, die de wetenschappelijkheid van de astrologie aanvocht.
Hij was adviseur van keizer Frederik III van het Heilige Roomse Rijk, alsook van Ezzelino da Romano III, Guido Novello da Polenta van Ravenna en Guido I da Montefeltro. Hij diende ook de gemeentelijke overheden van Florence, Siena en Forlì. Zijn boek Liber Astronomiae, geschreven rond 1277, was bekend als het belangrijke 13e-eeuwse astrologische werk in het Latijn. 
Guido Bonatti verschijnt ook in de Divina Commedia van Dante, waar hij in de hel zit als straf voor zijn beoefening van de astrologie.
- Bibliothèque nationale de France: cb14065236q (data)
- Gemeinsame Normdatei: 100944094
- International Standard Name Identifier: 0000 0001 2129 1378
- Library of Congress Control Number: n80113195
- Nationale Bibliotheek van Tsjechië: ola2002153952
- Nationale bibliotheek van Australië: 35020091
- Nationale en Universitaire bibliotheek Zagreb: 000060676
- Nederlandse Thesaurus van Auteursnamen: 114619751
- SNAC: w6129jj1
- Système universitaire de documentation: 135955602
- Trove: 794359
- Virtual International Authority File: 39582006
- WorldCat: E39PBJtrXwRqTbk3C894dq4KBP